# ريكاردو إس. مارتينيز
ريكاردو إس. مارتينيز (بالإنجليزية: Ricardo S. Martinez)‏ هو محامي وقاضي أمريكي، ولد في 1951 في مرسيدس في الولايات المتحدة.